# 신치쿠주

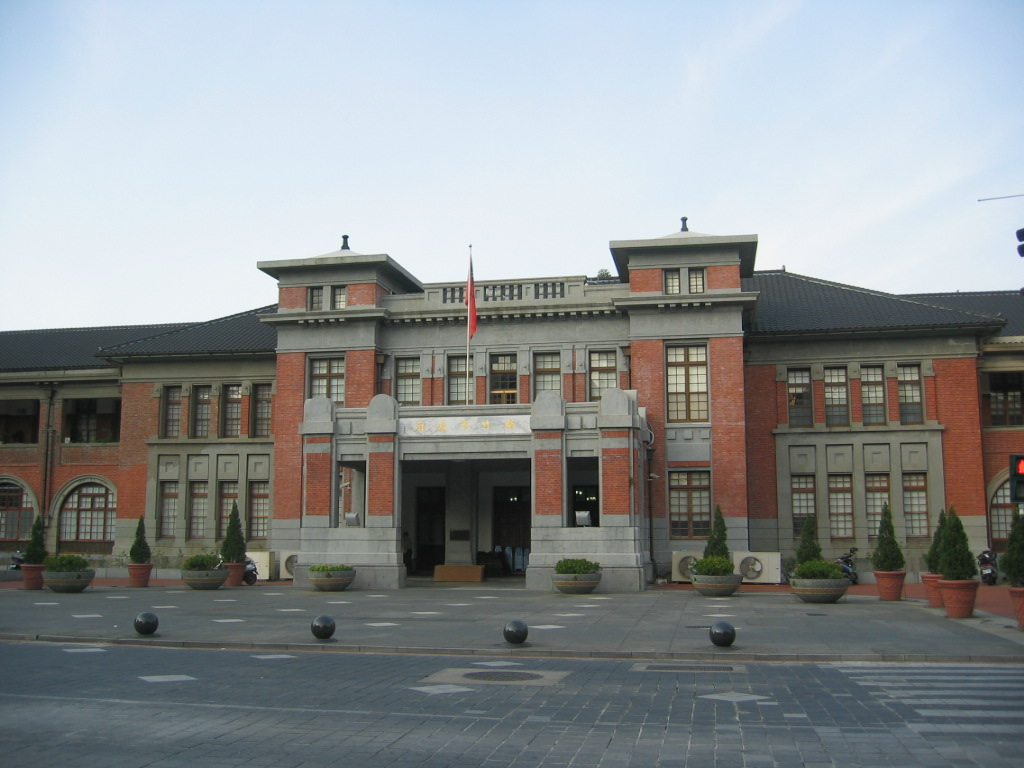
옛 신치쿠주 청사 (현재는 신주시 청사로 사용되고 있음)

신치쿠주 지도

신치쿠주(일본어: 新竹州, しんちくしゅう 신치쿠슈[*])는 일본 제국 치하의 대만 시대(대만일치시기)였던 1920년 9월부터 1945년 10월까지 존재했던 행정 구역 가운데 하나이다. 주청 소재지는 신치쿠시(현재의 신주시)이며 면적은 4,570.01km2(1940년 당시 기준), 인구는 783,416명(1940년 당시 기준), 인구 밀도는 171.4명/km2이다. 현재의 신주시, 타오위안시, 신주현, 먀오리현에 걸쳐 있었으며 걸쳐 있었으며 1개 시, 8개 군을 관할했다.

## 인구
인구는 1941년(쇼와 16년)에 실시된 인구 조사를 기준으로 한다.
- 전체 인구: 838,011명
  - 일본인: 20,693명
  - 대만인: 815,274명
  - 조선인: 150명
  - 그 외의 민족: 1,894명

## 행정 구역
행정 구역은 1945년(쇼와 20년) 당시를 기준으로 한다.
- 신치쿠시 (新竹市, 신주시)
  - 신치쿠군 (新竹郡)
    - 신푸가(新埔街), 간사이가(關西街), 지쿠호쿠장(竹北庄), 고모장(紅毛庄), 고구치장(湖口庄), 번지(蕃地)

  - 주레키군 (中壢郡)
    - 주레키가(中壢街), 요바이가(楊梅街), 헤이친장(平鎭庄), 신오쿠장(新屋庄), 간온장(觀音庄)

  - 도엔군 (桃園郡)
    - 도엔가(桃園街), 로치쿠장(蘆竹庄), 오소노장(大園庄), 가메야마장(龜山庄), 하치토쿠장(八塊庄)

  - 다이케이군 (大溪郡)
    - 다이케이가(大溪街), 류탄장(龍潭庄), 번지(蕃地)

  - 지쿠토군 (竹東郡)
    - 지쿠토가(竹東街), 규린장(芎林庄), 요코야마장(橫山庄), 호쿠후장(北埔庄), 가비장(峨嵋庄), 보잔장(寶山庄), 번지(蕃地)

  - 지쿠난군 (竹南郡)
    - 지쿠난가(竹南街), 토훈가(頭份街), 산완장(三灣庄), 난장(南庄), 조쿄장(造橋庄), 고류장(後龍庄), 번지(蕃地)

  - 뵤리쓰군 (苗栗郡)
    - 뵤리쓰가(苗栗街), 엔리가(苑裡街), 도오쿠장(頭屋庄), 고칸장(公館庄), 도라장(銅鑼庄), 산사장(三叉庄), 쓰쇼장(通霄庄), 시코장(四湖庄)

  - 다이고군 (大湖郡)
    - 다이고장(大湖庄), 시탄장(獅潭庄), 다쿠란장(卓蘭庄), 번지(蕃地)

## 같이 보기
- 대만일치시기